# Bez smyczy
Bez smyczy (ang. Hall Pass) – amerykańska komedia w reżyserii Bobby’ego i Petera Farrellych z 2011 roku. W rolach głównych wystąpili Owen Wilson i Jason Sudeikis.
Zdjęcia do filmu rozpoczęły się w lutym 2010 i zakończyły się w maju, tego samego roku, kręcony w Atlancie, Cumming oraz Gainesville, w stanie Georgia (USA).

## Fabuła
Dwójka najlepszych przyjaciół Rick (Owen Wilson) i Fred (Jason Sudeikis) znużeni swoim dotychczasowym życiem, coraz bardziej oddalają się od swoich żon. Kobiety postanawiają dać im tydzień wolnego od małżeństwa, w którym będą mogli robić wszystko co zechcą.

## Obsada
- Owen Wilson jako Rick
- Jason Sudeikis jako Fred
- Jenna Fischer jako Maggie
- Christina Applegate jako Grace
- Joy Behar jako dr Lucy
- Stephen Merchant jako Gary
- J.B. Smoove jako Flats
- Richard Jenkins jako Coakley
- Alexandra Daddario jako Paige
- Nicky Whelan jako Leigh
- Vanessa Angel jako Missy
- Larry Joe Campbell jako Knurogłowy
- Alyssa Milano jako Mandy
- Dwight Evans jako ojciec Maggie
- Tyler Hoechlin jako Gerry